# 满城区
满城区，史稱北平，在河北省中部偏西、太行山东麓，是保定市下辖的一个市辖区。区政府驻满城镇中山路。

## 历史沿革
汉朝置北平县，属中山国，魏晋皆因袭之；东魏侨置之南营州永乐县治县内乐城（今县城西北五里）；北齐合并北平、蒲阴、望都为北平县，治原蒲阴县城；隋朝仍置永乐县，属上谷郡；唐朝改满城，属易州；宋辽之际为边境，北部属辽，废置，南部属宋，并入保塞县；金复置，属保州；元属保定路，明清属保定府。
1949年8月，改属保定专区。
1958年6月，完县、满城县合并，称完满县，同年11月又分立，满城县改为保定市满城区。
1960年3月，清苑、完县、满城三区合并，称清苑县，县治满城县，仍属保定市。
1961年，恢复满城县建制，仍属保定专区。
1983年11月，划归保定市管辖。
2015年5月8日，国务院批准撤销满城县，设立保定市满城区。

## 行政区划
满城区下辖1个街道办事处、6个镇、5个乡：
惠阳街道、满城镇、大册营镇、神星镇、南韩村镇、方顺桥镇、于家庄镇、要庄乡、白龙乡、石井乡、坨南乡和刘家台乡。

## 人口
根據第七次人口普查數據，截至2020年11月1日零時，滿城區常住人口391359人。

## 交通
- 234国道、 336国道过境。

## 旅游资源
- 西汉中山靖王墓（刘胜及其妻窦绾墓），俗称满城汉墓

- 大平臺龍居瀑布景區

- 張柔墓

（ 參考資料：滿城區 百度百科 ）